# Kirsten Bråten Berg
Kirsten Marie Bråten Berg (née le 7 janvier 1950 à Arendal) est une chanteuse norvégienne de chants traditionnels. Elle vit à Valle dans le Setesdal.

## Biographie
Après avoir enseigné la musique et les danses traditionnelles à Oslo dans les années 1970, elle enregistre son premier disque en 1979. Il est important pour elle de rester fidèle aux racines du chant traditionnel mais elle cherche également à le moderniser de manière à le rendre plus attractif pour les non-initiés sans pour autant le dénaturer.
Par la suite elle travaille avec le contrebassiste de jazz Arild Andersen et participe en 1997 à un projet très innovant : Frå Senegal til Setesdal, mêlant musique et chant traditionnel norvégien et sénégalais.
Kirsten Bråten Berg a été nommée chevalier de première classe de l'Ordre de Saint-Olaf en 2005 pour son travail dans les arts et la culture et a reçu de très nombreux prix.

## Récompenses
- Prix de la Culture du Comté d'Aust-Agder, 1982
- Prix de la Culture de la commune de Valle, 2007.
- Prix Rolf Gammleng, 1991
- Prix Saga (commune d'Arendal), 1992
- Rff-prisen, 2001
- Ordre de l'Etoile Polaire, 2004
- Spellemannprisen
  - 1979 pour Slinkombas sammen med Hallvard T. Bjørgum, Gunnar Stubseid og Tellef Kvifte catégorie musique folklorique
  - 1988 pour Min kvedarlund catégorie musique folklorique
  - 1993 pour Våre beste barnesanger 2 avec Bukkene Bruse, Geirr Lystrup et Anne Kari Hårnes catégorie disque pour enfants.
- Prix Hilmar, 2010

## Discographie
- Songen 2010
- Stev for dagen 2007 avec Astri Rysstad et Kari Rolfsen
- Stemmenes skygge 2005
- Syng du mi røyst 2001
- Runarstreng 2000
- Smak av himmel, spor av jord 1999
- Frå Senegal til Setesdal 1997
- Pilgrimen 1996
- Suede et Norvège 1993
- Arv 1993
- Våre beste barnesanger 2 1993
- Cohen på norsk 1993
- Sagn 1992
- Joletid 1991
- Min kvedarlund 1988
- SetesDalarna 1984
- Slinkombas og bas igjen 1982
- Kirsten Bråten Berg 1980
- Slinkombas 1979